# Kris (Deltarune)
Kris Dreemurr es el protagonista del videojuego de rol de 2018 Deltarune. Es un adolescente humano que reside en el Mundo de la Luz con su madre adoptiva Toriel.  Kris hace amistad con una chica monstruo llamada Susie después de que ambos descubren un portal al Mundo Oscuro dentro del armario de útiles escolares. Junto a ella y el un Ser Oscuro llamado Ralsei, el cual dice que se profetiza que Kris debe sellar varias "Fuentes Oscuras" que amenazan con destruir ambos mundos. Kris parece tener dificultades siendo controlado por el jugador, y en ocasiones lo rechaza arrancándose el "alma", lo que aparentemente le permite recuperar el control de su cuerpo. Fue creado por el desarrollador del juego, Toby Fox, con trabajo de diseño adicional del artista conceptual Gigi DG y el artista de sprites Chess.
Kris ha sido generalmente un personaje bien recibido, con análisis realizados por múltiples críticos sobre varios aspectos de su personaje, incluido su relación con el jugador y su papel en la ruta "extraña".

## Personaje
Kris es el protagonista de Deltarune, el hijo humano adoptado de los monstruos Toriel y Asgore, y residente de "Hometown", un pequeño pueblo, hogar de muchos personajes variopintos, entre ellos algunos que vuelven de Undertale. Después de que sus padres se divorciaron y su hermano Asriel se fue a la universidad, en su hogar quedan elle y Toriel. En el Capítulo 1, Kris y su bully Susie descubren un mundo alterno fantástico llamado "Mundo Oscuro" en el armario de almacenamiento de la escuela.  Se encuentran con un Ser Oscuro, llamado Ralsei. Explica que los tres son héroes profetizados para salvar ambos mundos sellando las "Fuentes Oscuras", las fuentes de la "oscuridad" de la que se forman los Mundos Oscuros.  Son atacados por Lancer, a quien su padre, el Rey, le ordenó impedirles llegar a la Fuente. La naturaleza caprichosa de Lancer hace que el trío se haga amigo de él a lo largo del capítulo. Derrotan al Rey, que estaba protegiendo la Fuente Oscura, aparentemente siguiendo las ordenes un ser conocido como el Caballero Rugiente. Después de que la Fuente Oscura se sella y el Mundo Oscuro se desvanece, Kris y Susie regresan al Mundo de la Luz, prometiendo regresar al día siguiente. Cuando Kris regresa a su dormitorio justo antes del final del juego, quita el "alma" en forma de corazón que el jugador usa para interactuar con los menús, las opciones de diálogo y esquivar ataques en las peleas, esta "alma" representa al jugador como personaje. En este estado, Kris puede moverse sin la intervención del jugador.
En el capítulo 2, Kris y Susie descubren una fuente en la biblioteca y entran en un nuevo mundo oscuro con temática informática. Sus compañeros de clase Noelle Holiday, amiga de la infancia de Kris, y Berdly, un nerd pedante, fueron capturados por su gobernante, Queen, quien explica que el Caballero es el creador de las Fuentes Oscuras. Creyendo que el Caballero abre Fuentes para hacer felices a los "Seres de Luz", la Reina obliga a Noelle a abrir otra Fuente. Acompañado por Ralsei y Susie, Kris finalmente derrota a Queen, y Ralsei explica que abrir demasiadas Fuentes Oscuras acabará con ambos mundos en un apocalipsis conocido como "El Rugido". Esta vez, Susie va a la casa de Kris después de que se sella la Fuente. Cuando Susie se queda dormida en su sala de estar, Kris arranca el alma nuevamente y abre una Fuente Oscura.
Al comienzo del Capítulo 3, Ralsei le explica a Susie que los Seres Oscuros y los Mundos Oscuros son versiones ilusorias de objetos y lugares "reales" en el Mundo de la Luz. Luego, el trío principal es capturado por Tenna, un Ser Oscuro formado a partir del televisor antiguo de tubo de los Dreemurr, que ha caído en desuso con el colapso de la familia. Por miedo a volverse obsoleto, Tenna hace un trato con el Caballero para retener a los heroes, toma a Toriel como rehén y manipula a los protagonistas para que jueguen a sus juegos. Finalmente, Tenna se convence de dejarla ir, pero es atacado en el último segundo por el Caballero, que intenta llevarse a Toriel. Después de luchar contra el trío, el Caballero también es emboscado por Undyne (quien es el jefe de policía de la ciudad en Deltarune ). El Caballero la secuestra y alguien la lleva a un bunker al sur de la ciudad, que está cerrado con tres códigos numéricos. Después de que Susie se va, la puerta se abre para Kris. En particular, Kris y el Caballero se hacen menos daño entre sí, y si el jugador "gana" la pelea haciendo suficiente daño, Susie y Ralsei quedan inconscientes en una escena, pero Kris no sufre daño, lo cual, junto con el hecho de haber abierto una fuente, da cuenta de que de alguna manera está trabajando con el Caballero.
En el capítulo 4, mientras Kris y Susie buscan uno de los códigos del bunker en la casa de Noelle, el cual está en una guitarra, Kris se arranca el alma y la mete en una caja. Recibe una llamada telefónica ordenándole sabotear la búsqueda, dando pie a que el jugador distraiga a Kris para que Susie agarre la guitarra pero no consigue ver el código. Después de que la reunión es interrumpida por la madre de Noelle, Carol, los dos se dirigen a la iglesia local para buscar a Toriel y encuentran otra Fuente Oscura. Al reunirse con Ralsei y guiados por un anciano (Gerson Boom), un monstruo muerto revivido por la Fuente Oscura, se encuentran con el Caballero varias veces en tres Mundos Oscuros. Finalmente, el Caballero abre una Fuente dentro del Mundo Oscuro, creando una criatura gigante llamada Titán, que está involucrada en el fin del mundo. Con la ayuda de Gerson, el alma se usa para "sellar" al Titán (de la misma manera que una Fuente), y el dúo regresa a la casa de Kris. Sin embargo, después de ver a Toriel borracha y con Sans, Susie se va. Kris saca el alma nuevamente, y comienza a salir de su habitación por la ventana antes de recibir una nueva llamada telefónica recordándoles una promesa.
En cada capítulo, hay misiones y diálogos secundarios opcionales que el jugador puede pedirle a Kris que realice. Cada capítulo presenta una pelea con un jefe secreto opcional. Estos jefes incluyen al ex bufón encarcelado del Rey, Jevil, que ve el mundo como un juego, un vendedor fracasado llamado Spamton cuya ambición lo lleva a buscar el poder de los Seres de Luz, y Gerson, quien se opone a la profecía y es el mentor de Susie, y se revela como el Martillo de la Justicia. Estos jefes generalmente requieren que el jugador retroceda, y completarlos le otorga al jugador un "Cristal sombrío" y un objeto equipable valioso. En este sentido, el "jefe secreto" del tercer capítulo es el Caballero. Sin embargo, el Caballero no es el encuentro oculto del Capítulo, ya que su pelea es obligatoria para continuar la historia, pero la victoria no lo es. Cada capítulo también contiene una habitación oculta con un árbol dentro, donde Kris puede conocer a un hombre misterioso detrás de el, que le da un huevo. Curiosamente este hombre también aparece en el Mundo de la Luz. En capítulos posteriores, estas "Habitaciones Huevo" se vuelven más elaboradas y revelan algo de información sobre el problemático pasado de Kris. 
Además, se puede hacer que Kris inicie la "Ruta Extraña" secreta, la cual es lo más parecido a la ''Ruta Genocida'' de Undertale, en el Capítulo 2, en el que Noelle es influenciada por el jugador (que ella cree que es Kris) a usar magia de hielo para matar a varios Seres Oscuros y herir gravemente a Berdly. En el Capítulo 4, se revela que Kris trabajó directamente contra el jugador durante el final del Capítulo 2 al llevar a Berdly al hospital y tratar de hacer las paces con Noelle. Si el jugador continúa manipulando a Noelle, Kris atacará el alma violentamente al final de los eventos en la casa de Noelle, pero no podrán evitar que la ruta continúe.

## Concepto y creación
Kris es un personaje creado por Toby Fox en 2014 o 2015.  Su arte conceptual fue creado por Toby junto con el artista Gigi, y su diseño del Mundo Oscuro estuvo entre los primeros sprites creados para el juego. Estos sprites incluían una animación de inactividad de batalla y una animación de corte.  Es un personaje no binario y el juego solo usa los pronombres ingleses they/them para referirse a Kris.   Es un personaje distinto del avatar del jugador que los controla y tienen reacciones a cosas que se dice o hace que Kris no habría hecho. Los distintos miembros del reparto ven a Kris de forma distinta: desde personas que lo ven como alguien agradable hasta personas que lo ven como alguien espeluznante. También es el único ser humano que vive en su ciudad.  En su versión de Mundo Oscuro, tiene piel azul y empuña una espada rosa. 

## Recepción
El escritor de IGN, Brendan Graeber, consideró la relación entre el jugador y Kris "increíblemente salvaje y única" con la forma en que ambos luchan por el control, afirmando que si bien puede parecer un protagonista silencioso, todavía tiene sus propios objetivos y personalidad. También elogió la relación entre Kris y Susie, llamándolos uno de sus equipos favoritos en un videojuego por turnos y afirmando lo fascinado que estaba con su soledad y el vínculo que forman entre ellos y Ralsei. Sugirió que Susie es tanto o más protagonista que Kris, y apreció cómo la relación entre ambos ofrecía "algunas de las partes más divertidas, conmovedoras y sinceras" de los juegos. Le gustó cómo el juego a menudo le da a Kris la oportunidad de tomar decisiones estúpidas, con Susie alentándole, calificando su entusiasmo por sus interacciones como "inevitablemente contagioso". 
Heidi Kemps de GameSpot habló sobre la relación entre Kris y Noelle en la ruta Extraña del Capítulo 2 como una relación emocionalmente abusiva. Ella afirmó que el hecho de que Noelle siga cada vez más las órdenes de Kris hace que esté más dispuesta a realizar actos emocional y físicamente dañinos.  La escritora de USA Today, Mary Clarke, analizó cómo las reacciones de Kris a los acontecimientos de la ruta Extraña pusieron de relieve la falta de control que tiene Kris y citó lo perturbados que están por las acciones que se les obliga a realizar. Ella sintió que esto significaba que, en lugar de que Kris manipulara a Noelle, fue únicamente el jugador quien lo hizo. Ella sugirió que, en lugar de ser malvado, el motivo por el que Kris elimina al jugador de su corazón puede ser un deseo de libre albedrío. 
La escritora de TheGamer, Sachi Go, consideró a Kris entre los mejores personajes LGBTQ+ de los videojuegos y afirmó que, si bien hubo debate sobre si Kris es no binario, apreciaba que fuera agradable ver a un personaje que usa pronombres de género neutro en un momento en el que el uso de pronombres se ha vuelto controvertido para algunos. Ella comentó que la masculinidad o la feminidad podrían proyectarse apropiadamente sobre el personaje, afirmando que el personaje no se ajustaba a ninguna de ellas. 
Tras el lanzamiento de Deltarune Capítulo 2, los memes que rodean a Kris y Susie se volvieron populares en sitios de redes sociales como YouTube, Twitter, Tumblr y Reddit, en particular uno en el que Susie le dice a Kris "God FUCKING DAMMIT Kris where the FUCK are we" mientras estaban en entornos inusuales, como Doki Doki Literature Club. y la serie Sonic . La escritora de Polygon, Ana Díaz, elogió el meme  y, junto con su compañera escritora de Polygon, Nicole Clark, lo consideró uno de los mejores memes de 2021. 

## Análisis del personaje
La naturaleza de Kris como protagonista silencioso y su posible relación con el videojuego Undertale ha sido tema de discusión por parte de la crítica. El escritor Dante Douglas argumentó que, a diferencia del protagonista Frisk de Undertale, que está destinado a ser un avatar del jugador, Kris es su propio personaje individual. Enumeraron varias pistas sobre esto, incluido Kris actuando por voluntad propia a veces, y sintieron que estas pistas sugerían que Deltarune fue diseñado para complicar el escenario "utópico" y la trama de Undertale . Especularon que tenían una conexión con el antagonista de Undertale, Chara, debido a que tenían la misma composición familiar y circunstancias, y sugirieron que Kris podría ser malvado y consciente de que Deltarune es un juego.  Mientras tanto, el escritor de Kotaku Nathan Grayson especuló que Kris era un personaje similar a Frisk, similar a Ralsei siendo como Asriel. Se preguntó si el papel del jugador en la historia de Kris es guiarlos como lo hicieron los jugadores con Frisk en Undertale, o si el jugador está tomando el control de la vida de una persona.  La escritora de Comic Book Resources, Katie Schutze, elogió a Deltarune, junto con Undertale, afirmando que el uso de un protagonista silencioso en ambos ayuda a mejorarlos. Argumentaron que, mientras que otros juegos utilizan protagonistas silenciosos para la inmersión del jugador, estos juegos los utilizan para diferenciar al personaje del jugador, lo que sugiere que el proceso de que Kris y Frisk sean controlados por el jugador puede no ser totalmente consensuado. Ella sintió que mientras Frisk había definido aspectos de personalidad a través de acciones que podía tomar, Kris tiene muchas más características distintivas, como ser visto como travieso y tranquilo, hasta el punto de que su comportamiento agradable a través de las acciones del jugador sorprende a algunas personas en el juego. 